# Eileen Bennett Whittingstall
Eileen Viviyen Bennett Fearnley-Whittingstall, angleška tenisačica, * 16. julij 1907, Paddington, London, Anglija, † 18. avgust 1979.
V vseh konkurencah se je enajstkrat uvrstila v finale turnirjev za Grand Slam in jih osvojila šestkrat. V posamični konkurenci se je uvrstila v finale turnirja za Amatersko prvenstvo Francije leta 1928 in Nacionalno prvenstvo ZDA leta 1931, obakrat jo je premagala Helen Wills. Na turnirjih za Prvenstvo Anglije se je najdlje uvrstila v četrtfinale v letih 1928 in 1932. V konkurenci ženskih dvojic je dvakrat osvojila Amatersko prvenstvo Francije ter enkrat Nacionalno prvenstvo ZDA, na turnirjih za Prvenstvo Anglije in Amatersko prvenstvo Francije se je po enkrat uvrstila v finale. Dva naslova je osvojila z Betty Nuthall, enega pa z Ermyntrude Harvey. V konkurenci mešanih dvojic je s Henrijem Cochetom dvakrat osvojila turnir za Amatersko prvenstvo Francije in enkrat Nacionalno prvenstvo ZDA, na turnirjih za Amatersko prvenstvo Francije se je še enkrat uvrstila v finale.

## Finali Grand Slamov

### Posamično (2)

#### Porazi (2)
| Leto | Turnir                       | Nasprotnica v finalu | Rezultat finala |
| 1928 | Amatersko prvenstvo Francije | Helen Wills          | 1–6, 2–6        |
| 1931 | Nacionalno prvenstvo ZDA     | Helen Wills          | 4–6, 1–6        |

### Ženske dvojice (5)

#### Zmage (3)
| Leto | Turnir                           | Partnerica      | Nasprotnici v finalu        | Rezultat finala |
| 1928 | Amatersko prvenstvo Francije     | Phoebe Holcroft | Suzanne Deve Sylvie Jung    | 6–0, 6–2        |
| 1931 | Amatersko prvenstvo Francije (2) | Betty Nuthall   | Cilly Aussem Elizabeth Ryan | 9–7, 6–2        |
| 1931 | Nacionalno prvenstvo ZDA         | Betty Nuthall   | Helen Jacobs Dorothy Round  | 6–2, 6–4        |

#### Porazi (2)
| Leto | Turnir                       | Partnerica        | Nasprotnici v finalu           | Rezultat finala |
| 1928 | Prvenstvo Anglije            | Ermyntrude Harvey | Peggy Saunders Phoebe Holcroft | 2–6, 3–6        |
| 1932 | Amatersko prvenstvo Francije | Betty Nuthall     | Elizabeth Ryan Helen Wills     | 1–6, 3–6        |

### Mešane dvojice (4)

#### Zmage (3)
| Leto | Turnir                           | Partner      | Nasprotnika v finalu                  | Rezultat finala |
| 1927 | Nacionalno prvenstvo ZDA         | Henri Cochet | Hazel Hotchkiss Wightman René Lacoste | 6–2, 6–0, 6–3   |
| 1928 | Amatersko prvenstvo Francije     | Henri Cochet | Helen Wills Frank Hunter              | 6–2, 6–3        |
| 1929 | Amatersko prvenstvo Francije (2) | Henri Cochet | Helen Wills Frank Hunter              | 6–3, 6–2        |

#### Porazi (1)
| Leto | Turnir                       | Partner      | Nasprotnika v finalu     | Rezultat finala |
| 1930 | Amatersko prvenstvo Francije | Henri Cochet | Cilly Aussem Bill Tilden | 4–6, 4–6        |